# 30 de ani de democrație
30 de ani de democrație este un film documentar românesc din 2019 regizat de Cristian Delcea și Mihai Voinea, jurnaliști la Recorder.